# أوتشيكايكا
أوتشيكايكا هي قرية تقع ضمن التقسيم الإداري في بلدية لودوين داخل مقاطعة زاكشنا في محافظة لوبلين في شرق بولندا. تقع على بعد حوالي 7 كيلومتر (4 ميل) شمال شرق لودوين، 11 كيلومتر (7 ميل) شمال شرق مدينة شتشنا و 32 كيلومتر (20 ميل) شمال شرق العاصمة الإقليمية لوبلان. 